# Cinco Ranch
Cinco Ranch es un lugar designado por el censo ubicado en el condado de Fort Bend en el estado estadounidense de Texas. En el Censo de 2010 tenía una población de 18.274 habitantes y una densidad poblacional de 1.415,66 personas por km².

## Geografía
Cinco Ranch se encuentra ubicado en las coordenadas 29°44′24″N 95°45′38″O / 29.74000, -95.76056. Según la Oficina del Censo de los Estados Unidos, Cinco Ranch tiene una superficie total de 12.91 km², de la cual 12.62 km² corresponden a tierra firme y  0.29 km² (2.25%) es agua.

## Demografía
Según el censo de 2010, había 18.274 personas residiendo en Cinco Ranch. La densidad de población era de 1.415,66 hab./km². De los 18.274 habitantes, Cinco Ranch estaba compuesto por el 78.43% blancos, el 3.6% eran afroamericanos, el 0.36% eran amerindios, el 12.97% eran asiáticos, el 0.04% eran isleños del Pacífico, el 2.19% eran de otras razas y el 2.41% pertenecían a dos o más razas. Del total de la población el 12.85% eran hispanos o latinos de cualquier raza.

## Educación

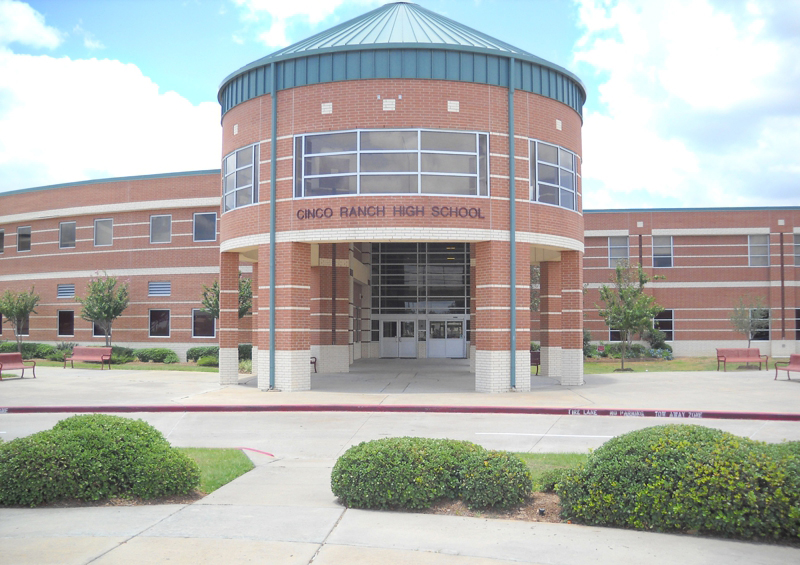
Cinco Ranch High School

El Distrito Escolar Independiente de Katy gestiona escuelas públicas, incluyendo Cinco Ranch High School (EN) y Seven Lakes High School (EN).